# Sepsina
Sepsina — рід сцинкоподібних ящірок родини сцинкових (Scincidae). Представники цього роду мешкають в Південній та Східній Африці.

## Види
Рід Sepsina нараховує 5 видів:
- Sepsina alberti Hewitt, 1929
- Sepsina angolensis Bocage, 1866
- Sepsina bayonii (Bocage, 1866)
- Sepsina copei Bocage, 1873
- Sepsina tetradactyla W. Peters, 1874